# 2008年二十国集团华盛顿峰会
二十国集团领导人金融市场和世界经济峰会（G-20 Leaders Summit on Financial Markets and the World Economy）于2008年11月14日至15日在美国首都华盛顿美国国家建筑博物馆举行，二十国集团领导人就如何加强合作以促进经济发展、处理金融危机和避免未来再次发生类似危机等问题达成广泛一致。

## 背景
峰会最初由法国总统和欧盟轮值国主席尼古拉·萨科齐和英国首相戈登·布朗提出。10月11日七国集团财长会议上，美国总统乔治·W·布什同意承办峰会。
这次峰会之后，20国集团中有17个成员，连同欧盟，实施了“以他国为代价的限制贸易”措施，尽管它们曾承诺不采取此类措施。日本、沙特阿拉伯和南非没有采取新的保护主义做法。
世界银行一项调查报告指出保护趋势正在抬头。自这次金融峰会以来所颁布的所有新措施，对贸易可能只造成了非常有限的影响。发达国家正在采取发展中国家常用的各类保护主义政策。20国集团中的发达国家——澳大利亚、加拿大、欧盟、法国、德国、意大利、日本、英国和美国等——正在几乎完全依靠工业补贴，例如大规模援助其汽车工业。而20国集团中的发展中国家——阿根廷、巴西、中国、印度、印度尼西亚、墨西哥、俄罗斯、沙特阿拉伯、南非、韩国和土耳其——则正在利用混合措施，其中大约二分之一为增加关税。

## 峰会领袖
主要与会领导人包括：
- 阿根廷总统克里斯蒂娜·费尔南德斯·德基什内尔
- 澳大利亚总理陆克文[4]
- 巴西总统路易斯·伊纳西奥·卢拉·达席尔瓦
- 加拿大总理斯蒂芬·哈珀
- 中国国家主席胡锦涛[5]
- 法国总统尼古拉·萨科齐
- 德国总理安格拉·默克尔
- 印度总理曼莫汉·辛格
- 印度尼西亚总统苏西洛·班邦·尤多约诺
- 意大利总理西尔维奥·贝卢斯科尼
- 日本首相麻生太郎
- 墨西哥总统费利佩·卡尔德龙
- 韩国总统李明博
- 俄罗斯总统德米特里·梅德韦杰夫
- 沙特阿拉伯国王阿卜杜拉·本·阿卜杜勒-阿齐兹·阿勒沙特
- 南非总统卡莱马·莫特兰蒂
- 土耳其总统雷杰普·塔伊普·埃尔多安
- 英国首相戈登·布朗
- 美国总统乔治·W·布什
- 欧盟委员会主席若泽·曼努埃尔·巴罗佐
- 荷兰首相扬·彼得·巴尔克嫩德
- 西班牙首相何塞·路易斯·罗德里格斯·萨帕特罗
- 联合国秘书长潘基文
- 世界银行行长罗伯特·佐利克
- 国际货币基金组织总裁多米尼克·斯特劳斯-卡恩